# Айрих, Эдуард Фердинандович
Эдуа́рд Фердина́ндович Айрих (20 ноября 1918, селение Старица-Рейнвальд, Трудовая коммуна области Немцев Поволжья — 18 января 1993, Алма-Ата) — советский казахский тренер по хоккею с мячом и хоккею на траве, заслуженный тренер СССР (1973), заслуженный тренер Казахской ССР (1966). Судья всесоюзной категории (1962).

## Биография
Родился 20 ноября 1918 года в семье поволжских немцев в селении Старица-Рейнвальд (ныне — Энгельсский район Саратовской области). Отец Фердинанд Фердинандович Айрих (1899—1965) работал ревизором в Наркомфине АССР НП до самой её ликвидации в 1941 году. Мать — Паулина Филипповна (1898—1968) работала портнихой в Энгельсе.
В 1932—1935 гг. учился и окончил Марксштадский механический техникум сельского хозяйства. В 1935—1938 гг. учился в Вольском военно-авиационном училище. За три месяца до окончания училища, как и большинство «иностранцев», был отчислен по национальному признаку.
С 1938 по 1941 годы работал ответственным секретарем редакции Марксштадтской газете «Роте Штурмфане» («Красное Знамя»), в бывшей Республике немцев Поволжья.
В сентябре 1941 года родители были депортированы в Красноярский край, где до осени 1945 г. работали в одном из рыболовецких колхозов. После этого им удалось переехать в г. Краснотурьинск (Свердловская область), где отбывал «Трудармию» их сын Эдуард.
Здесь они находились под надзором спецкомендатуры до конца 1955 года.

### Игровая карьера
Игровая карьера прошла в сборной Приволжского военного округа по хоккею с мячом (1937—1941) и команде БАЗ (Краснотурьинск) (1948—1954).

### Тренерская карьера
С 1948 года работал тренером в ДЮСШ г. Краснотурьинск. В 1964 году Айрих переехал в Алма-Ату, где стал у руля «Динамо». В 1977 году команда стала чемпионом СССР, также 4 раза была серебряным призёром (1973, 1975, 1976 и 1978) и 4 раза (1966, 1967, 1971 и 1974) — на третьей. В 1978 году команда завоевала Кубок европейских чемпионов по хоккею с мячом.
В хоккее на траве с 1969 по 1988 год «Динамо» завоевало 15 золотых, 4 — серебряных медали.
В 1975—1987 годах возглавлял сборную, которая в эти годы стала бронзовым призёром Олимпиады-80, серебряным призёром чемпионата Европы 1983 года, обладателем Межконтинентального кубка 1981 года, первенствовала на турнирах «Дружба» 1979, 1980, 1984, 1985, 1986 годов.
Награждён Орденом «Дружбы народов».
Скончался 18 января 1993 года в Алма-Ате. Похоронен на Алматинском кладбище на проспекте Рыскулова.

## Память
Имя Э. Айриха носит одна из улиц Алма-Аты.